# 衡陽路54、56、58、60號店屋
衡陽路四連棟，是位於臺北市中正區衡陽路54、56、58、60號址的四棟台灣日治時期店屋建築，為當時市區改正計畫的重要例證，2006年獲臺北市文化局審議通過登錄為歷史建築，2023年升為市定古蹟。

## 概要
據呂大吉建築師事務所研究，衡陽路54、56、58、60四棟建築在日治時期分別經營「富士屋」、「生番屋」、「和泉時計店」、「酒卷商店」商號，其中「和泉時計店」將時計塔元素融入建築中，成為臺北市唯一具時鐘樓的建物；戰後則分別經營「伍中行」、「掬水軒」、「全祥茶莊」等商店。
衡陽路54號建物前身為日本江戶時代津藩初代藩主藤堂高虎後人藤堂碩於臺灣開設的和洋菓子店「富士屋」，在當時為臺灣總督府指定御用的名舖，前後經營38年。戰後於1952年標售予全祥茶莊作為企業總部，1972年因隔壁新建大樓工程致使建物立面磁磚毀損，後經重新修復已與原貌有異。現由「嘟嘟精品」租用。
衡陽路56號建物於日治時期為「義興本店」（販售歐美雜貨）與「生番屋」（經營台灣特色物產販售）的會址，爾後產權轉為「西村商社」持有，專營日軍物資生意。戰後，全臺五個西村商社據點轉交由各分店長經營，並正式更名為「伍中行」，意義為「五個中國人開的店」，外觀仍保留原有構造。
衡陽路58號建物則原為「和泉時計店台北支店」店址，是臺灣史上首間鐘錶店且擁有當時臺北市唯一的時鐘樓，1976年全祥茶莊原店面（54號）受隔壁工程整修影響致使房屋漏水影響生意經營，遂將企業總部遷址至58號。該建物整體雖完整保存，但時計塔上的時鐘因被竊走現已不存。
衡陽路60號建物為日治時期市區改正後才創業經營的漬物專賣店「酒卷商店」，戰後改為掬水軒及其旗下「愛芙洛蒂股份有限公司」持有。建物於2009年提出修復再利用計畫，目前為「Jolly手工釀啤酒泰食餐廳衡陽店」址。
該案自2006年成為歷史建築後，伴隨衡陽路文化資產指定逐年增多，四連棟的屋主們遂整合意願將各自持有的店屋委託建築師事務所申請評估為市定古蹟達17年，文資委員曾兩度前往會勘，認為建築群表現日治時期店屋仿西洋風格的「辰野式」特色，於建築材料上採用鋼筋混凝土、木及磚等混合形式構造，內部線腳、泥塑裝飾燈座尚存並保有百年前的營造技術與設計特色，因而具備資格，於2023年獲文資審議委員會評選通過申請指定為臺北市市定古蹟。

## 外部連結
- 衡陽路54號店屋 （页面存档备份，存于）
- 衡陽路56號店屋 （页面存档备份，存于）
- 衡陽路58號店屋 （页面存档备份，存于）
- 衡陽路60號店屋